# Ratkovica
Ratkovica su naselje u Republici Hrvatskoj u Požeško-slavonskoj županiji, u sastavu grada Pleternice.

## Zemljopis
Ratkovica je smještena oko 10 km južno od Pleternice,  susjedna naselja su Komorica na sjeveru, Dragovci na jugu Stara Kapela na zapadu i Brodski Drenovac na istoku.

## Stanovništvo
Prema popisu stanovništva iz 2011. godine Ratkovica je imala 224 stanovnika.
| broj stanovnika | 192   | 230   | 211   | 253   | 258   | 259   | 273   | 320   | 270   | 360   | 446   | 345   | 337   | 320   | 272   | 224   | 156   |
|                 | 1857. | 1869. | 1880. | 1890. | 1900. | 1910. | 1921. | 1931. | 1948. | 1953. | 1961. | 1971. | 1981. | 1991. | 2001. | 2011. | 2021. |